# 曼殊院本古今和歌集

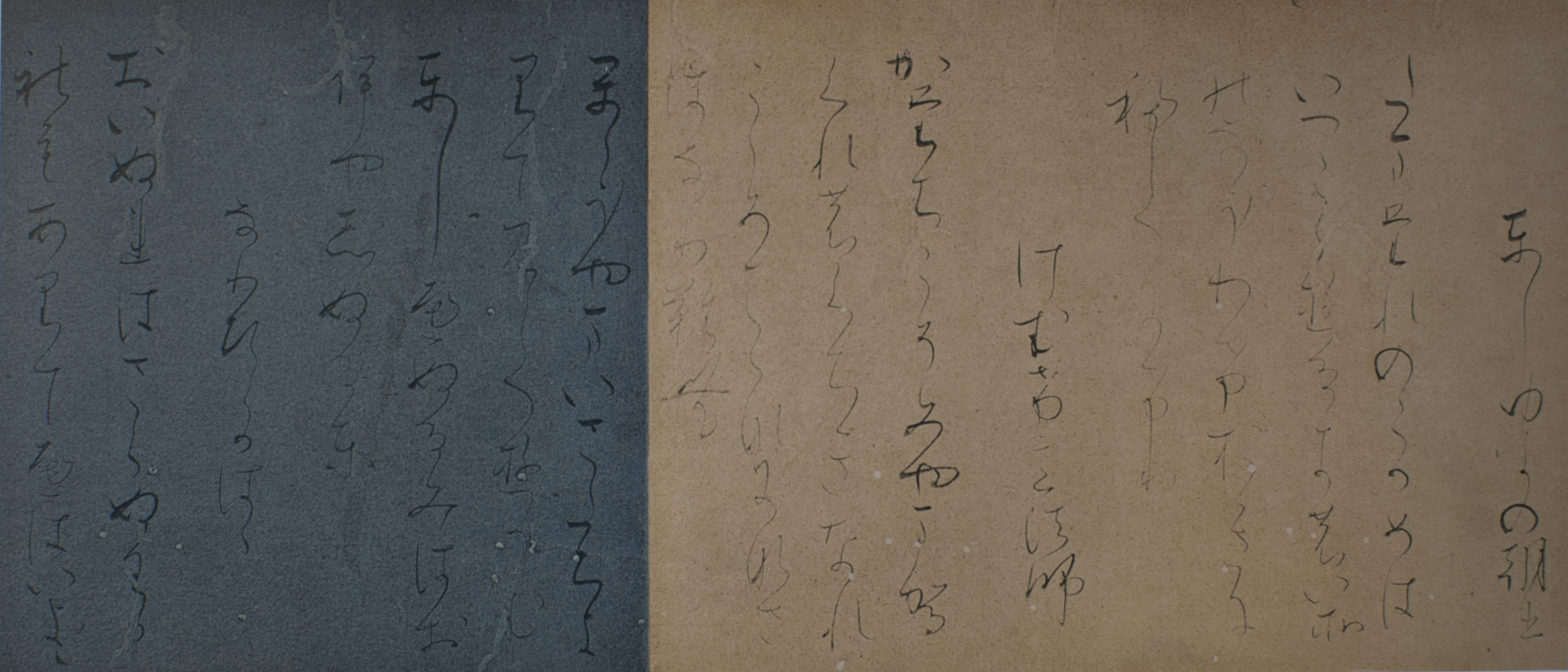
曼殊院本古今和歌集 第3・4紙

曼殊院本古今和歌集（まんしゅいんぼんこきんわかしゅう）は、京都市左京区の曼殊院に伝来した『古今和歌集』の古写本。巻第十七のみの残巻である。巻子本。書写は11世紀と推定される。伝称筆者は藤原行成。平安古筆の代表的遺品の一つである。国宝。曼殊院蔵、京都国立博物館に寄託。

## 概要
冒頭に「古今和歌集巻第十七 雜七十首」とあるが、現存するのは31首のみである。流布本とは870番歌が異なり、907番歌と908番歌の間に流布本にはない1首が挿入されている。さらに他の歌にも語句の相違が見られるなど、流布本とは系統の異なる本である。奥書（後述）に「新院御本」とあるが、いわゆる新院本古今集とも異なる。冒頭の書きぶりから20巻の揃いと考えられるが、巻第十七のみ書写した可能性も否定はできない。なお、詞書は省略している。
巻頭から順に藍・浅黄・薄茶・藍・薄藍・藍・浅黄の漉き染めの紙7枚を継いだ、縦14.2cm、横286.0cmの巻物である。他本との比較から、第3紙と第4紙の間に23首（料紙6枚から8枚か）、第5紙と第6紙の間に9首（料紙2枚程）の脱落が推定される。また2行のみ書かれた第7紙の残りと失われた第8紙（奥書に「八紙」とある）に8首が書かれていたと考えられる。ただ、これらを足し合わせると計71首となってしまい、冒頭の「七十首」と矛盾する。これについては、(1)流布本が70首であることに引きずられた表記、(2)概数を書いただけ、(3)欠失部分のなかで流布本にある1首が欠けていたなどの理由が考えられる。
筆跡の異なる2つの奥書を有する。一つは
行成卿真筆　料紙八枚　哥数三十九首
前述のように、現存する巻子本は料紙7枚（6枚と2行）、歌数31首しかなく、39首には8首足りない。現在残っているのが924番歌までだが、流布本では巻第十七は932番歌まであり、この差も8首である。つまりこの奥書が書かれて以降、第7紙の3行目以後が切り取られたと考えると辻褄が合う。二つ目の奥書には「正安第一之暦」（1299年）と記されているが、別筆であり時代の前後も不明である。一方、この巻物を収納する内箱には、寛文三年（1663年）の年記を付す紙が存在し、その時既に31首になっていたようなので、切り取られた下限は1663年となる。
もう一つの奥書は
新院御本自勝浄 僧正至勝穢十三代相伝 其後為妻女被譲畢 正安第一之暦孟秋初日之候 右金吾記
新院は崇徳院で、正安元年（1299年）の8月に右金吾（右衛門督）だったのは藤原嗣実である。勝浄と勝穢については不明。崇徳院から勝浄に渡り勝穢まで13代相伝、その後嗣実夫人に譲られたことが分かる。